# Wiernyj
Samochód pancerny „Wiernyj” (ros. Бронеавтомобиль "Верный") – rosyjski samochód pancerny Białych w latach 1918–1919.

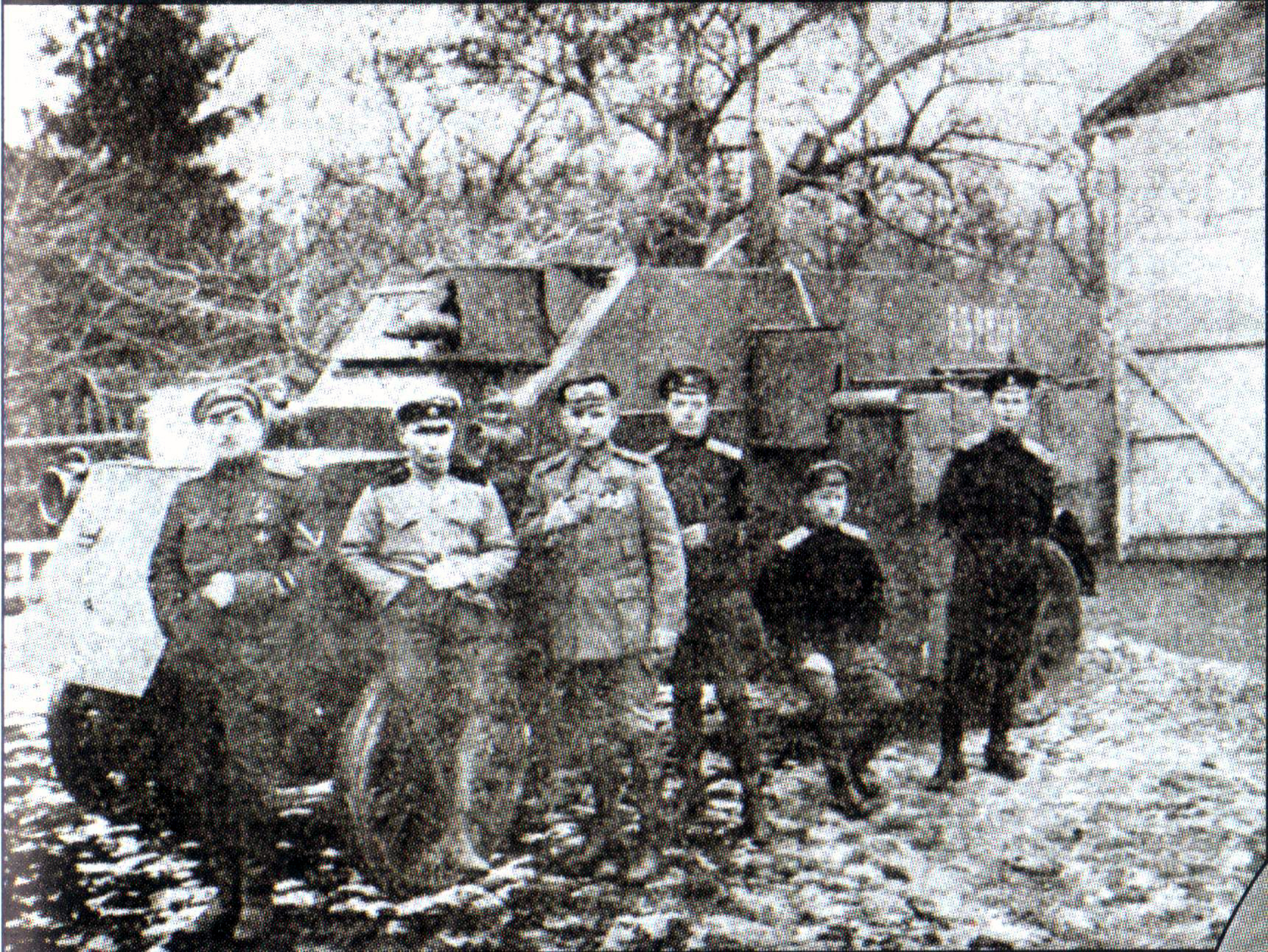

## Historia
W połowie lutego 1918 r. w Sokołach pod Jassami w składzie nowo formowanej 1 Samodzielnej Brygady Rosyjskich Ochotników płk. Michaiła G. Drozdowskiego został sformowany oddział samochodów pancernych. Powstał na bazie 2 przeciwlotniczej baterii samochodowej, w skład której wchodziły 3 produkcji brytyjskiej samochody „Peerless Armstrong-Vickers”, uzbrojone w działka 20 mm „Vickers”. Z powodu braku amunicji do tych działek z samochodu nr 3 zostało zdjęte uzbrojenie. Zainstalowano w nim natomiast 3 karabiny maszynowe. Dowództwo objął kpt. S. R. Niłow. Załoga liczyła 8 osób. Samochód uczestniczył w marszu spod Jass nad Don. Po przybyciu do Nowoczerkaska został nazwany „Wiernyj”. Był pierwszym samochodem pancernym Armii Ochotniczej gen. Antona I. Denikina. Następnie brał udział w 2 Kubańskim Marszu w składzie 1, a później 3 oddziału samochodów pancernych. Został utracony jesienią 1919 r. pod Sudżą.